# بردية غرينفيلد

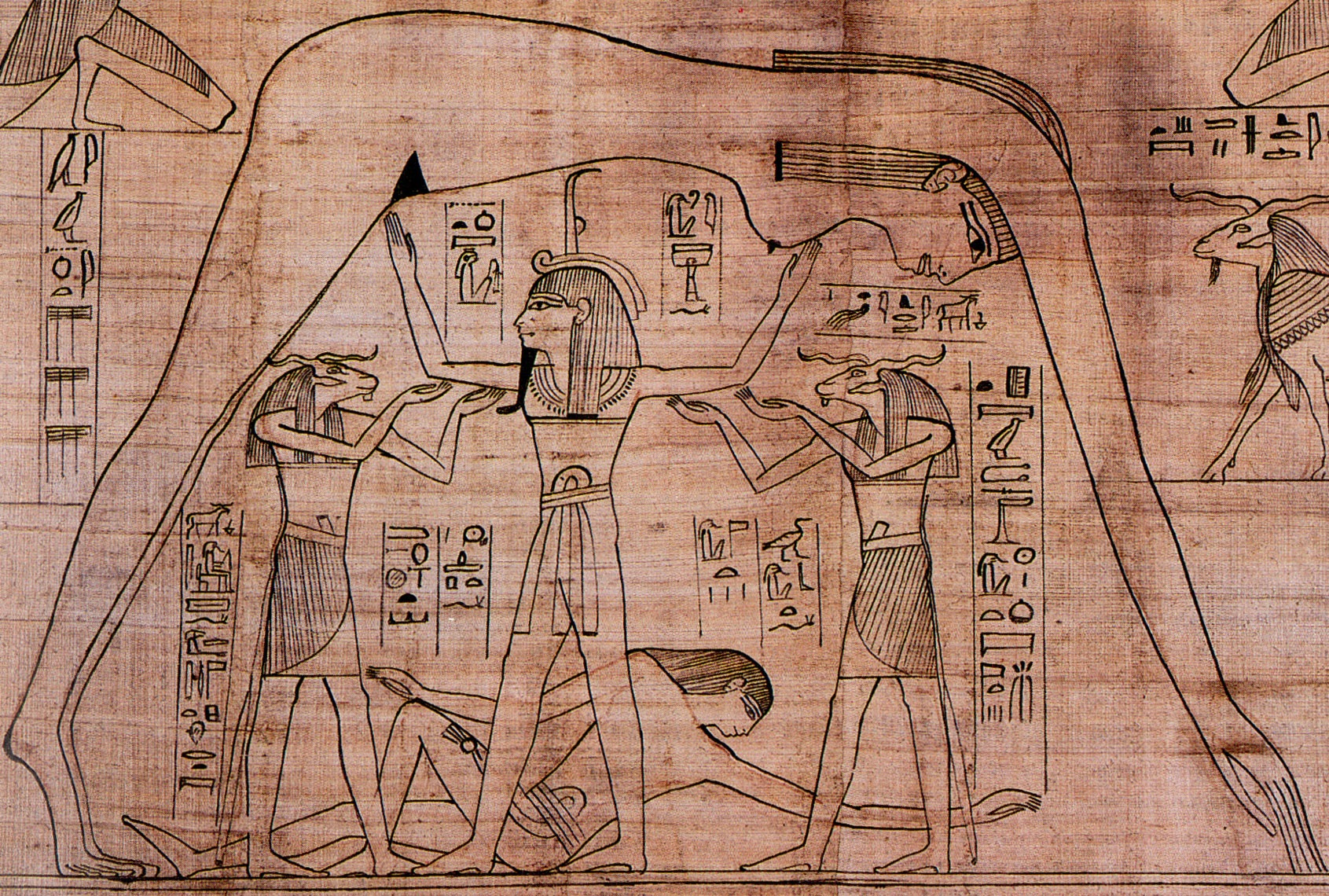
تفصيل يظهر إلهة السماء نوت.

بردية غرينفيلد هي بردية تحتوي على كتاب الموتى المصري القديم، وسميت باسم السيدة إديث ماري غرينفيلد التي قدمتها لأمناء المتحف البريطاني في مايو 1910. توجد الآن في مجموعات المتحف البريطاني بلندن، وهي واحدة من أطول البرديات الموجودة بطول 37 مترًا.

## المخطوطة
بردية غرينفيلد عبارة عن لفافة بردية يبلغ طولها الأصلي حوالي 37 متر وعرضها حوالي 47 سم. اليوم، المخطوطة مقسمة إلى 96 قطعة. تحتوي المخطوطة على نصوص ورسومات، النص مكتوب على الجانب الأمامي بخط هيراطيقي وجزئيًا بخط الهيروغليفية. يتضمن كتاب الموتى سلسلة من التراتيل، والأدعية، والتكريمات. تُؤرخ البردية إلى الفترة بين 950 ق.م و930 ق.م خلال الأسرة المصرية الحادية والعشرون. تصف المخطوطة دفن الكاهن باينجم الثاني وزوجته ابنة نيسخونس نسيتانبت آشرو حوالي عام 930 ق.م. يظهر أحد المشاهد عندما يساعد الإله شو (إله الهواء) نوت (إلهة السماء) على فصل السماء عن الأرض، ممثلةً بالإله جب (إله الأرض). من بين المشاهد أيضًا أجزاء من خلق العالم وفقًا للأسطورة المصرية مع الإله آتوم في المركز.

## الأصل
لا يُعرف متى وكيف تم اكتشاف البردية، ولكن الجامع الإنجليزي هربرت بنس غرينفيلد حصل على المخطوطة حوالي عام 1880. يُعتقد أن موقع الاكتشاف هو مقبرة طيبة 320 (TT 320), المعروف بـ "الخبيئة الملكية"، بالقرب من جبانة الدير البحري. قدمت زوجته، إديث ماري غرينفيلد، المخطوطة في عام 1910 إلى المتحف البريطاني؛ رقم أرشيف البردية هو BM EA 10554-87. في عام 1912، قام حارس المجموعة المصرية في المتحف، إرنست ألفريد واليس بدج بنشر ترجمة في كتاب بردية غرينفيلد في المتحف البريطاني - بردية جنازة الأميرة نسي تا نبت اشرو، ابنة باينجم الثاني ونسي خنسو، وكاهنة آمون رع في طيبة، حوالي 970 ق.م.

## روابط خارجية
© أمناء المتحف البريطاني قاعدة بيانات مجموعة المتحف البريطاني (تم استرجاع البيانات تظهر 96 إدخالًا منفصلًا) تم الاسترجاع في 18:06GMT 2.10.11